# 재량행위

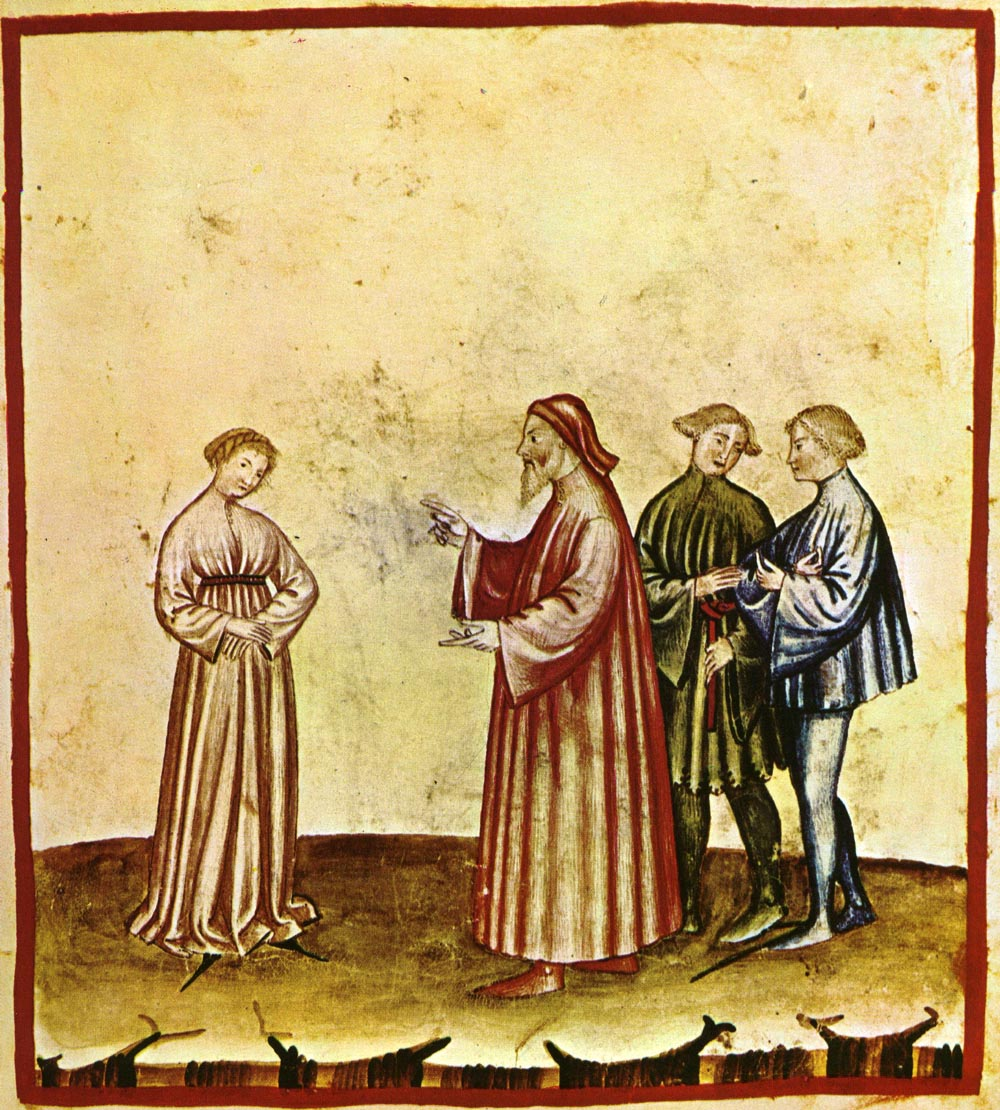

재량행위(裁量行爲, Ermessensakte)는 행정 법규가 허용하는 범위 안에서 행정청에서 일정한 선택이나 판단의 권한을 부여하는 것, 즉 행정청이 법률에서 규정한 행위 요건을 실현함에 복수(複數) 행위 간의 선택의 자유가 인정되어 있는 행정 행위를 말한다. 재량권 영으로 수축이론에 의해 행정개입청구권이 성립할 수 있으므로 행정청의 재량영역일지라도 법률상 이익내지 주관적 공권이 도출될 수 없는 것은 아니다.

## 종류
재량행위에는 자유재량행위(공익재량, 편의재량)와 기속재량행위(법규재량)가 있다. 자유재량(自由裁量)이란 재량행위 중에서도 무엇이 공익목적이나 행정목적에 좀 더 적합한지를 판단하는 재량을 말한다. 즉, 행정 기관이 일정한 범위 안에서 법에 구속됨이 없이, 어떤 행위나 판단 등을 독자적으로 행하는 것이다. 반면 무엇이 법인지를 판단하는 재량을 기속재량(羈束裁量)이라 한다.

## 재량의 한계
행정청에 재량권이 부여된 경우에도 일정한 한계내에서 행사되어야 하며 이러한 한계를 넘는 경우에는 위법한 재량행사가 되어 사법심사의 대상이 된다.(행정소송법 제27조) 반면 행정청의 재량행사가 재량의 한계내에서 행사되는 경우에는 당, 부당의 문제가 되며 부당한 경우에는 행정심판의 대상이 될지언정 사법심사의 대상은 되지 못한다.

## 재량행위의 취소

### 행정소송법 제27조
행정청의 재량에 속하는 처분이라도 재량권의 한계를 넘거나 그 남용이 있는 때에는 법원은 이를 취소할 수 있다.

### 판례
- 재량행위에 대한 법원의 사법심사는 당해 행위가 사실오인, 비례, 평등의 원칙 위배, 당해 행위의 목적 위반이나 부정한 동기 등에 근거하여 이루어짐으로써 재량권의 일탈, 남용이 있는지 여부만을 심사하게 되는 것이나, 법원의 심사결과 행정청의 재량행위가 사실오인 등에 근거한 것이라고 인정되는 경우에는 이는 재량권을 일탈, 남용한 것으로서 위법하여 그 취소를 면치 못한다.[1]

- 식품위생법상의 영업정지사유가 발생하였다 하더라도 영업정치처분을 함에 있어서는 그 사유를 영업정지사유로 한 법취지를 검토하여 그에 의하여 달성하려는 식품위생법상의 공익목적과 영업정치처분에 의하여 개인이 입게 될 불이익을 비교 교량하여야 한다.[2]

- 행정소송에서 행정처분의 위법 여부는 행정처분이 행하여졌을 때의 법령과 사실상태를 기준으로 하여 판단하여야 하고, 처분 후 법령의 개폐나 사실상태의 변동에 의하여 영향을 받지는 않는다.[3]

- 식품위생법 시행규칙 제89조에 규정된 행정처분의 기준의 형식은 부령으로 되어 있으나, 그 성질은 행정기관 내부의 사무처리준칙을 규정한 것에 불과하다. 이는 장관이 관계행정기관 및 직원에 대하여 직무권한행사의 지침을 정하여 주기 위하여 발한 행정명령의 성질을 가지는 것이고, 식품위생법 제75조 제1항의 규정에 의하여 보장된 재량권을 기속하는 것이라고 할 수 없고, 대외적으로 국민이나 법원을 기속하는 힘이 있는 것은 아니다.[4]

- 행정청이 영업정지처분을 함에 있어서 그 정지기간을 어느 정도로 할 것인지는 행정청의 재량권에 속하는 사항인 것이며, 다만 그것이 공익의 원칙이나 평등의 원칙 또는 비례의 원칙등에 위반하여 재량권의 한계를 벗어난 재량권 남용에 해당하는 경우에만 위법한 처분으로서 사법심사의 대상이 되는 것이나, 법원으로서는 영업정지처분이 재량권 남용이라고 판단될 때에는 위법한 처분으로서 그 처분의 취소를 명할 수 있을 뿐이고, 재량권의 한계내에서 어느 정도가 적정한 영업정지 기간인지를 가리는 일은 사법심사의 범위를 벗어난다.[5]

## 재량권의 0으로의 수축
중요한 법익에 대한 현저한 위험이 존재하는 경우, 즉 생명 또는 건강에 대한 위험, 중요한 물건에 대한 직접적인 위험이 있는 경우에 결정재량은 축소된다.

## 같이 보기
- 행정행위
- 기속행위

## 참고 문헌
- 김철용, 행정법, 고시계사, 2012. ISBN 9788958223832